# Borgartinget
Borgartinget var under medeltiden det allmänna tinget (huvudsakligast) för sydöstra Norge, Viken. Det hölls i eller vid Borg (Sarpsborg). 
Sedan lagmansinstitutionen blivit fullt utvecklad, utbröts ur dess område det sedermera s.k. Bohus län som en egen lagsaga. Under borgartinget hörde även landskapen kring inre delen av Oslofjorden (Vingulmörk och Vestfold), vilka sedermera lades under lagmännen i Oslo och Tunsberg.
På 1500-talet flyttades "lagtinget" till Fredrikstad, och under detta lades, antagligen hundra år senare, även Tunsbergs stad och några smärre distrikt väster om fjärden. Detta Fredrikstads "lagdöme" (lagsaga) ägde bestånd till 1797. 
Borgartingslagen (Borgarþingslög) var en av fyra provinsiella norska lagar kopplade till var sin respektive tingsplats (Gulaþing, Frostuþing, Borgarþing and Eiðsivaþing). Dessa lagar anses allmänt ha blivit nedtecknade under den tidigare delen av 1100-talet.
Forskare anser att dessa regionala lagar redan tidigare existerade i muntlig form och då reflekterade lokala sedvänjor och uppfattningar från 900-talet och framåt, men även hade inslag av romersk och kanonisk rätt.
Borgartingslagen är endast bevarad som kortare fragment nedtecknade under tidigt 1100-tal.
År 1274 initierade kung Magnus Lagaböter (Magnus Lagförbättraren) en omfattande reform av lagsystemet i Norge vilken 1276 utmynnade i en gemensam lands[bygds]lag (Landslov) och en stadslag (Bylov) vilken även innefattade regler för den kungliga administrationen och delvis även för Kyrkan.
Den gemensamma lagstiftningen inkluderade även de norska provinserna Island, Grönland, Shetland, Färöarna och Orkney och gällde i Norge som landslag ända till år 1687.
Namnet Borgarting finns kvar idag (2012) i "Borgarting lagmannsrett", högre domstolen (hovrätten) i Oslo, en av sex sådana domstolar i Norge.

## Fotnoter
1. ↑  S. Bagge, Da boken kom til Norge. Norsk idéhistorie I, Oslo 2001.
2. ↑  Ibid. cit.
3. ↑  P. Sveaas Andersen, Samlingen av Norge og kristningen av landet 800-1130, Bergen 1977.
4. ↑  K. Helle, Konge og gode menn i norsk riksstyring ca. 1150-1319, Bergen 1972; Id., Norge blir cit.